# Thecoscyphus
Thecoscyphus is een geslacht van neteldieren uit de familie van de Nausithoidae.

## Soort
- Thecoscyphus zibrowii Werner, 1984